# 초핑엔역
초핑엔역(독일어: Bahnhof Zofingen)은 스위스 아르가우주의 초핑엔 지자체에 있는 기차역이다. 이 역은 스위스 연방 철도의 표준궤 올텐-루체른선과 초핑엔-베팅엔선의 교차점에 위치해 있다.

## 운행편
다음 서비스는 초핑엔에서 정차한다.
- 인터레기오:
  - 제네바 공항과 루체른 사이를 매시간 운행한다.
  - 바젤 SBB와 루체른 사이를 매시간 운행한다.
- 레기오익스프레스 : 올텐과 루체른 사이를 매시간 운행한다.
- 아르가우 S-반 :
  - S28: 렌츠부르크까지 30분 간격 운행.
  - S29: 주르제와 투르기 사이의 매시간 운행.